# Генерал авіації

Погон генерала авіації

Петлиці генерала авіації

Нашивка генерала авіації на льотний комбінезон

Генера́́л авіа́ції (нім. General der Flieger) — військове звання генеральського складу в Збройних силах Німеччини (Люфтваффе) часів Другої світової війни. У Вермахті (Люфтваффе) звання генерала авіації знаходилося по старшинству між генерал-лейтенантом та генерал-полковником.
Це звання відносилося до так званих військових рангів «генерал роду військ», та дорівнювалося до чинів:
- «генерал від інфантерії»,
- «генерал кінноти»,
- «генерал артилерії»,
- «генерал парашутних військ»,
- «генерал гірсько-піхотних військ»,
- «генерал танкових військ»,
- «генерал зенітних військ»,
- «генерал військ зв'язку» тощо.

Введено у 1935 році. У військах СС відповідало званню СС-обергруппенфюрер і генерал Ваффен-СС.

## Список генералів авіації Третього Рейху

### А
- Александер Андре (нім. Alexander Andrae) (1888—1979);

### Б
- Карл Барлен (нім. Karl Barlen) (1890—1956);
- Гельмут Бінек (нім. Hellmuth Bieneck) (1887—1972);
- Карл-Генріх Боденшац (нім. Karl-Heinrich Bodenschatz) (1890—1979);
- Вальтер Беніке (нім. Walter Boenicke) (1895—1947);
- Рудольф Богач (нім. Rudolf Bogatsch) (1891—1970);
- Альфред Бюловіус (нім. Alfred Bülowius) (1892—1968);

### В
- Бернгард Вабер (нім. Bernhard Waber) (1884—1945);
- Вальтер Векке (нім. Walther Wecke) (1885—1943);
- Ральф Веннінгер (нім. Ralph Wenninger) (1890—1945);
- Гельмут Вільберг (нім. Helmut Wilberg) (1880—1941);
- Вільгельм Віммер (нім. Wilhelm Wimmer) (1889—1973);
- Бодо фон Віцендорфф (нім. Bodo von Witzendorff) (1876—1943);
- Людвіг Вольф (нім. Ludwig Wolff) (1886—1950);

### Г
- Ганс Гайслер (нім. Hans Geisler) (1891—1966);
- Вільгельм Генельт (нім. Wilhelm Haehnelt) (1875—1946);
- Ганс Гальм (нім. Hans Halm) (1879—1957), з 1 квітня 1940 року — генерал піхоти;
- Фрідріх-Карл Ганессе (нім. Friedrich-Carl Hanesse) (1892—1975);
- Віллі Гарм'янц (нім. Willi Harmjanz) (1893—1983);
- Карл-Зігфрід Госсрау (нім. Karl-Siegfried Gossrau) (1887—1972);
- Отто Гоффман фон Вальдау (нім. Otto Hoffmann von Waldau) (1898—1943);

### Д
- Генріх Данкельманн (нім. Heinrich Danckelmann) (1887—1947);
- Егон Дерстлінг (нім. Egon Doerstling) (1890—1965);
- Едуард Дрансфельд (нім. Eduard Dransfeld) (1883—1964);
- Карл Друм (нім. Karl Drum) (1893—1968);

### Е
- Карл Еберт (нім. Karl Eberth) (1877—1952);

### З
- Ганс-Георг фон Зайдель (нім. Hans-Georg von Seidel) (1891—1955);
- Ганс Зайдеманн (нім. Hans Seidemann) (1902—1967);
- Ганс Зібург (нім. Hans Siburg) (1893—1976);

### К
- Еріх Кваде (нім. Erich Quade) (1883—1959);
- Фрідріх фон Кохенгаузен (нім. Friedrich von Cochenhausen) (1879—1946);
- Йоахім Келер (нім. Joachim Coeler) (1891—1955);
- Йозеф Каммгубер (нім. Josef Kammhuber) (1896—1986);
- Еріх Карлевскі (нім. Erich Karlewski) (1874—1946);
- Густав Кастнер-Кірдорф (нім. Gustav Kastner-Kirdorf) (1881—1945);
- Леонард Каупіш (нім. Leonhard Kaupisch) (1878—1945), з 1 вересня 1940 року — генерал артилерії;
- Ульріх Кесслер (нім. Ulrich Kessler) (1894—1983);
- Карл Кіцінгер (нім. Karl Kitzinger) (1886—1962);
- Вальдемар Клепке (нім. Waldemar Klepke) (1882—1945);
- Роберт Кнаусс (нім. Robert Knauss) (1892—1955);
- Карл Коллер (нім. Karl Koller) (1898—1951);
- Вернер Крайпе (нім. Werner Kreipe) (1904—1967);
- Фрідріх Крістіансен (нім. Friedrich Christiansen) (1879—1972);
- Бернгард Кюль (нім. Bernhard Kühl) (1886—1946);

### Л
- Отто Лангемеєр (нім. Otto Langemeyer) (1883—1950);
- Герман фон дер Літ-Томсен (нім. Hermann von der Lieth-Thomsen) (1867—1942);

### М
- Альфред Манке (нім. Alfred Mahnke) (1888—1979);
- Вільгельм Маєр (нім. Wilhelm Mayer) (1886—1950);
- Рудольф Майстер (нім. Rudolf Meister) (1897—1958);
- Ергард Мільх (нім. Erhard Milch) (1892—1972), пізніше генерал-фельдмаршал;
- Макс Мор (нім. Max Mohr) (1884—1966);
- Вальтер Муссгофф (нім. Walter Musshoff) (1885—1971);
- Ернст Мюллер (нім. Ernst Müller) (1883—1948);

### П
- Еріх Петерсен (нім. Erich Petersen) (1889—1963);
- Курт Пфлюгбайль (нім. Curt Pflugbeil) (1890—1955);
- Максиміліан фон Поль (нім. Maximilian von Pohl) (1893—1951);
- Ріхард Пуцір (нім. Richard Putzier) (1890—1979);

### Р
- Георг Ріке (нім. Georg Rieke) (1894—1970);
- Ганс Ріттер (нім. Hans Ritter) (1893—1991);

### Ш
- Гуго Шмідт (нім. Hugo Schmidt) (1885—1964);
- Вільгельм Шуберт (нім. Wilhelm Schubert) (1879—1972);
- Юліус Шульц (нім. Julius Schulz) (1889—1975);
- Карл-Фрідріх Швайкгард (нім. Karl-Friedrich Schweickhard) (1883—1968);
- Вільгельм Шпайдель (нім. Wilhelm Speidel) (1895—1970);

### Ф
- Гельмут Фельмі (нім. Hellmuth Felmy) (1885—1965);
- Мартін Фібіг (нім. Martin Fiebig) (1891—1947);
- Йоганнес Фінк (нім. Johannes Fink) (1895—1981);
- Віллі Фіш (нім. Willy Fisch) (1886—1963);
- Файт Фішер (нім. Veit Fischer) (1890—1966);
- Гельмут Ферстер (нім. Helmuth Förster) (1889—1965);
- Штефан Фреліх (нім. Stefan Fröhlich) (1889—1978);
- Геріберт Фюттерер (нім. Heribert Fütterer) (1894—1963);

### Ц
- Конрад Цандер (нім. Konrad Zander) (1883—1947).